# レインボータワー
レインボータワーは、新潟県新潟市中央区の商業地区「万代シテイ」内に2018年まで存在した回転昇降式展望塔である。

## 概要
新潟市中央区万代一丁目の万代シテイバスセンターの南の一角に建てられた展望塔である。同所の内にあり、万代シテイと共に新潟交通が運営管理を行っていた。塔には昇降回転式展望台が設置されていた。
1973年（昭和48年）11月23日に、新潟交通の本社用地を再開発して整備された商業地区、万代シテイの施設の一つとしてバスセンタービルとともに開業した。高さは100 mで、建設当時は業務用鉄塔や煙突を除けば県内随一の高さを持つ建造物であり、展望施設としては日本海側でも有数の高さを誇った。
以後、新潟市中央区旭町通二番町にある日本海タワーと並んで、新潟市にある展望台として人気を集め、万代地区及び新潟市を代表する建築物として親しまれた。
1990年代以降は新潟市内では高層建築物の建設が相次ぎ、市内の建築物ではNEXT21（1994年完成）、朱鷺メッセの万代島ビル（2003年完成。いずれも中央区）の2箇所の展望フロアがレインボータワーを超える高さに設けられ、他にもLEXN1を始め建築高がレインボータワーを凌ぐ高層マンションが何棟か新潟市内に建築されているが、レインボータワーは新潟市中心部のランドマークとしての地位を保っていた。

## 構造
タワーは頂上部分が赤く塗られており、その下は「レインボータワー」の名の通り上から白、赤、橙、黄、緑、水色、青、群青の順に虹色に塗装されている。
昇降式の展望台は2階建てで定員は60人。のりばはバスセンタービル2階に設けられており、利用は有料としていた。展望台はのりばを出発すると、ゆっくり回転しながらタワーを上昇し、頂上まで約10分で到着。頂上でしばらく停止した後、ゆっくりと回転しながら下降し、再びのりばに戻る行程で、新潟市街を360度見渡すことができるユニークな構造となっていた。但し日本海タワーと異なり、搭乗客は完全入れ替え制で、利用料も1往復ごとに必要となっていた。

## ギャラリー

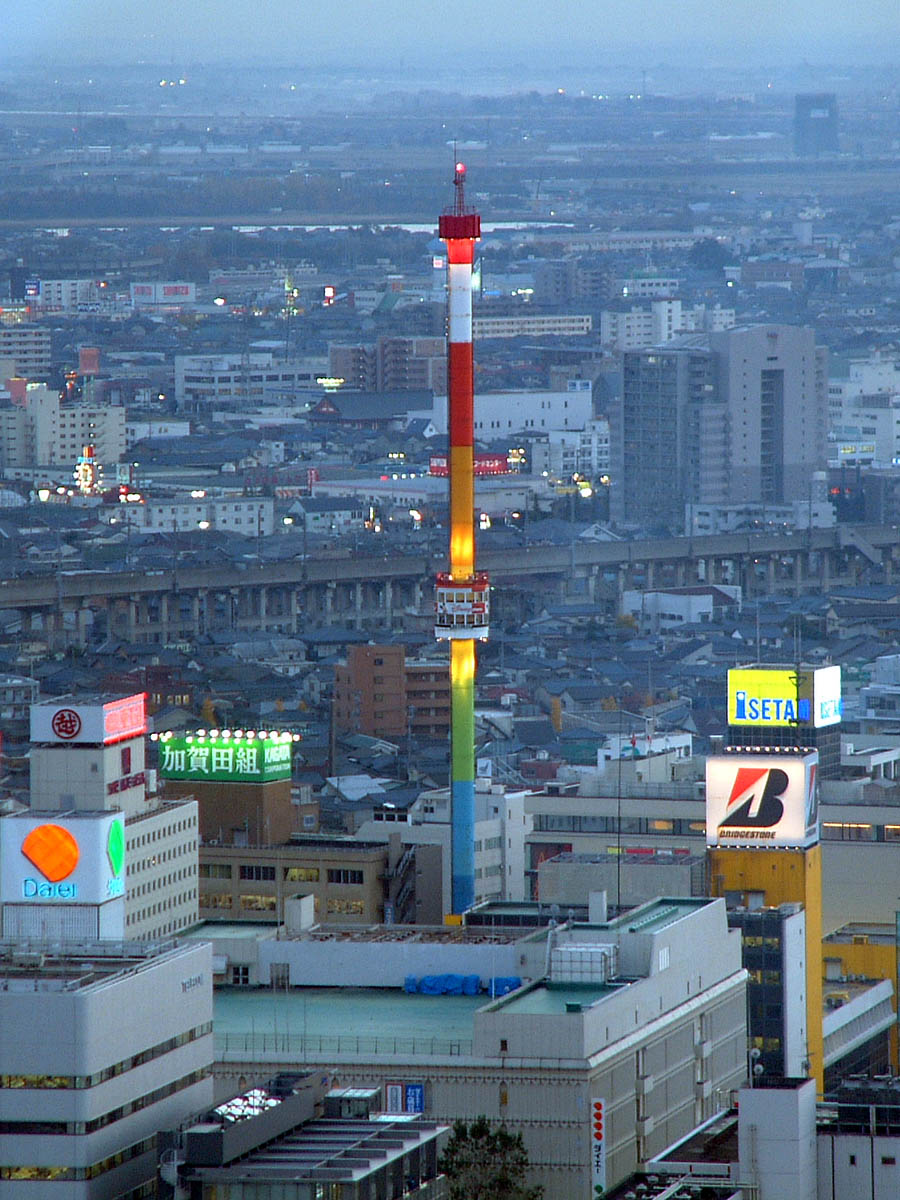
2003年 LoveLa万代へと変わる前のダイエーの姿が見える)
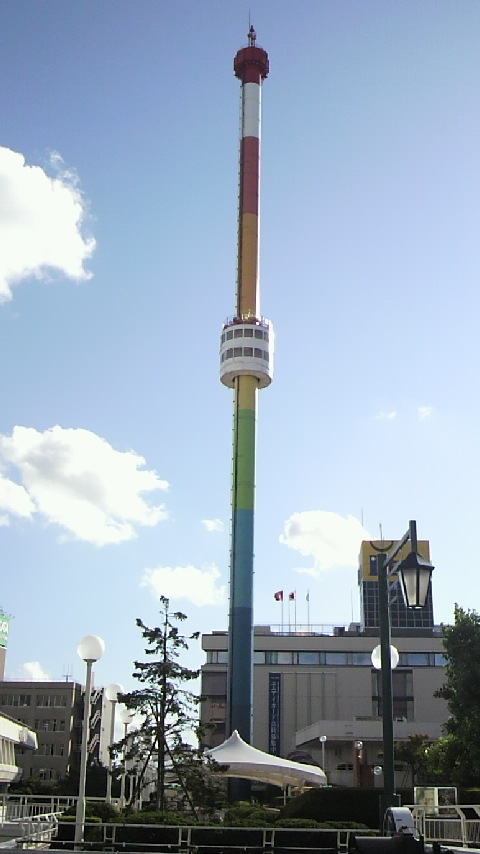
2011年9月
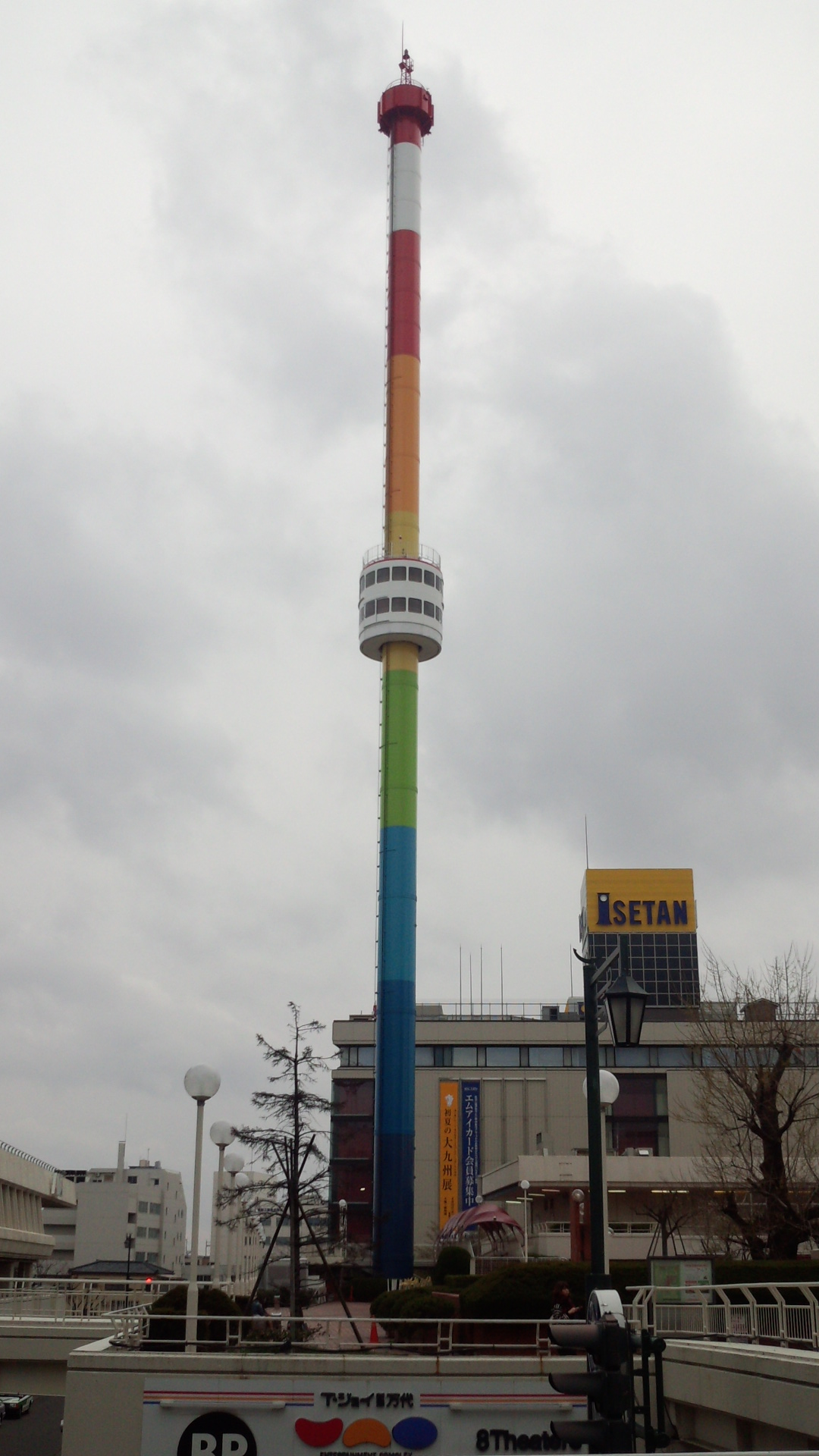
2011年9月（色の塗り替え実施後）
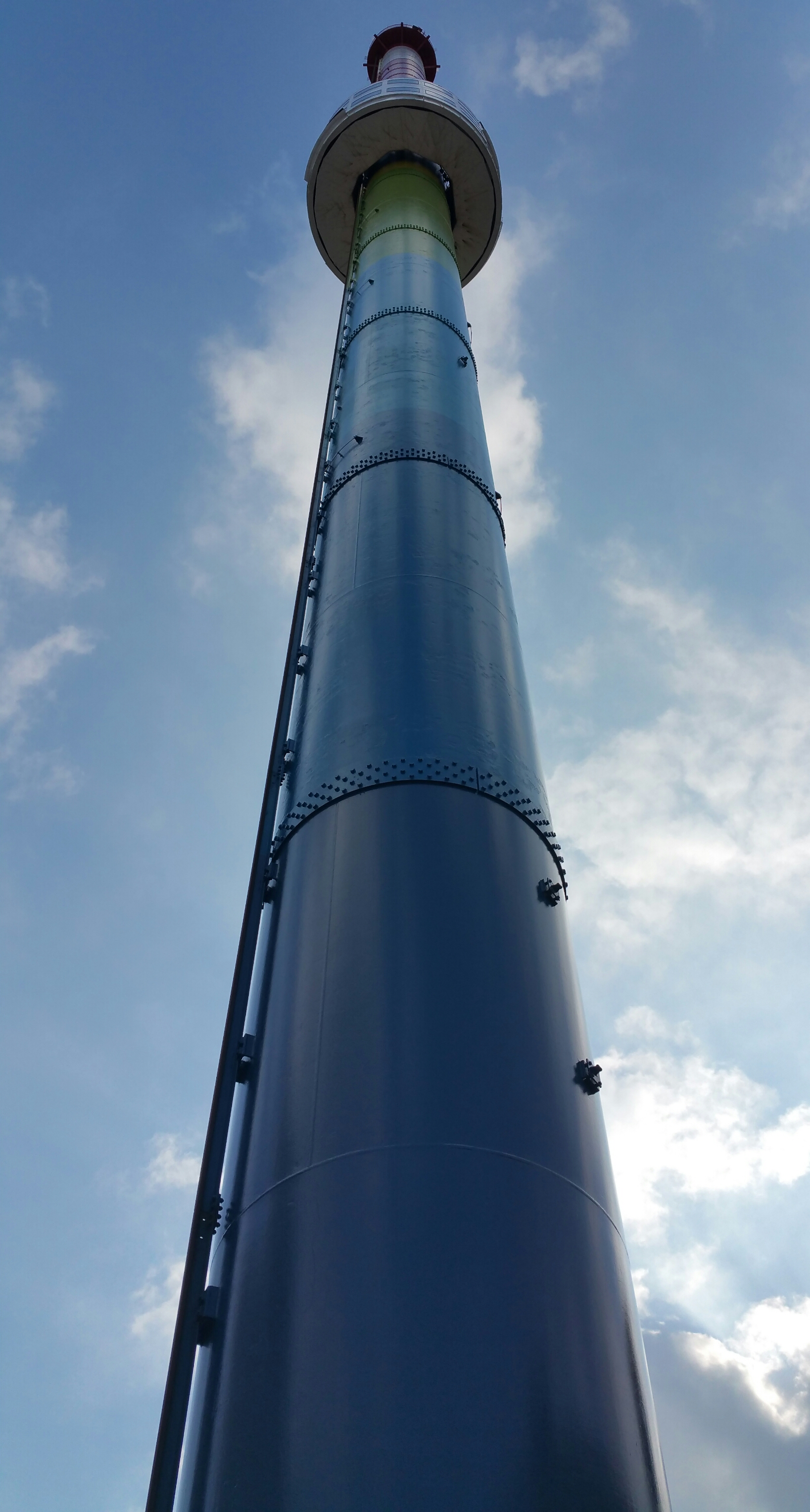
2015年1月
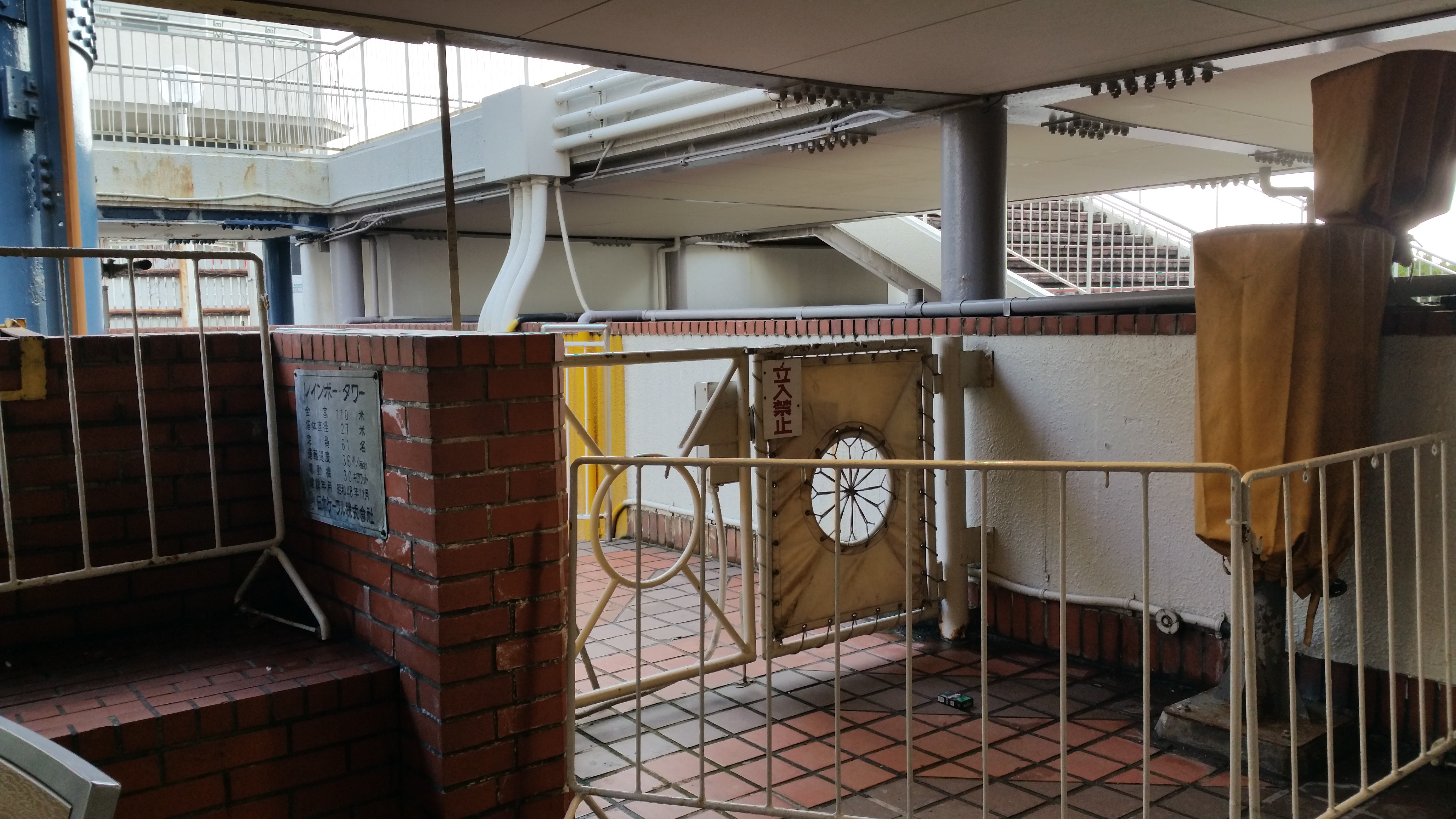
入口の様子（2015年1月） 現在入口前は喫煙所になっている

## 営業内容
いずれも営業時のもの
- 営業時間
  - 10時 - 18時

夏季やイベント時には不定期で営業時間を延長していた。
- 料金
  - 大人：450円、中学生：350円、小人：300円
  - 営業当時、レインボータワーには「ポイントカード」があり、1回搭乗ごとにスタンプ1個が押印され、5個貯まると1回無料で搭乗できるサービスを行っていた。また伊勢丹のクレジットカード「アイカード」などを提示すると、料金が割引となるサービスも併せて実施していた。

## 東日本大震災の影響と解体
2011年（平成23年）3月11日に発生した東北地方太平洋沖地震（東日本大震災）の影響で塔体の一部が損傷したことから、利用者の安全確保のため営業を全面休止し、損傷箇所の調査と耐震診断を実施した。その結果、建造物の躯体そのものは1964年（昭和39年）に発生した新潟地震に充分耐えうる設計であり、塔体・展望台ともに倒壊の危険性こそないものの、極めて稀な巨大地震が発生した場合に「基礎に若干の移動が生じる可能性が否定できない」との結論に至った。
当初、耐震化改修を行った上での営業再開も検討したものの、工事には多額の費用がかかることなどから新潟交通は展望施設としての営業継続を断念し、震災以降の営業再開がないまま、翌2012年（平成24年）2月8日付での営業終了を公式発表した。
その後、塔体そのものは当面撤去せずに動態保存措置が執られ、今後の活用法などを検討する方針であった。塔体の強度低下を防ぐため、約6年毎に錆止め作業が実施されており、点検の際に稀に展望台を動かすことがあったのみである（最終点検運転は2017年（平成29年）2月4日の午前）。新潟交通では今後のレインボータワーの処遇について「撤去する計画はない。街のシンボルとして残すので、しっかりメンテナンスはしていきたい」としていたが、2018年（平成30年）5月、隣接するバスターミナルと万代シテイ全体の耐震改修工事の実施が決定したことを受け、同年8月末に解体されることになった。
その最終営業として「ありがとうレインボータワー」を開催し、2018年（平成30年）8月26日をもって展望塔としての役目を終えた。翌27日より解体作業に着手し、10月上旬に数回展望台が動いた後に順次取り壊され、中旬から下旬にかけて解体工事の足場が組まれていき、11月中旬からは18か所に分割する形で塔が次々に解体され、25日に西港の山の下埠頭へ破棄、28日に解体が終了した。その間、新潟日報社では新潟日報メディアシップ20階から、UX新潟テレビ21では本社屋上の情報カメラ（お天気カメラ）の映像を使い、YouTubeでは新潟日報モアの提供で8月16日から解体終了まで、ニコニコ生放送では11月13日から11月20日までの平日9時30分 - 18時の間、解体工事の進捗状況を随時配信し、12月4日には解体工事の全容がYouTube上に公開された。

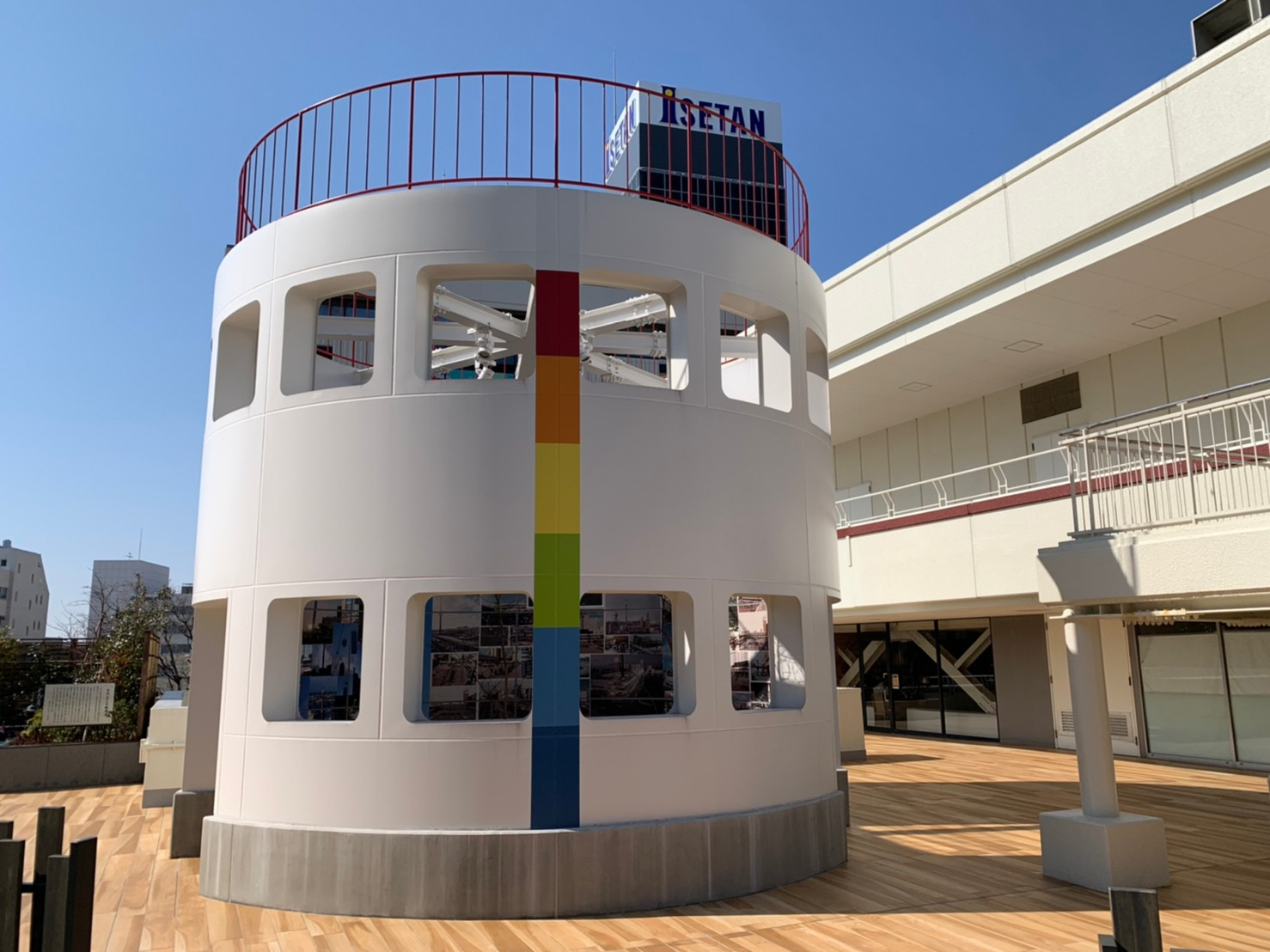
バスセンタービル2階のモニュメント（2022年3月）

2021年9月、「なないろガーデン」としてリニューアルしたバスセンタービル2階の万代シテイ緑地内に展望台を基にしたモニュメントが新設され、VRを使用したタワー乗車体験やレインボータワー解体工事の捗状況を収録したVTRの閲覧がスマートフォンなどから行えるようになった 。

## その他
同様の形状をしたタワーとしては、同じく新潟県内の弥彦山ロープウェイ山頂駅付近に存在する「パノラマタワー」や、愛媛県愛南町の「宇和海展望タワー」などがある。
2013年11月23日、万代シテイの創立40周年に合わせてレインボータワーの色や形をデザインに取り入れたPRキャラクター「ばんにゃい」が就任した。詳細は万代シテイの項を参照。